# Tobishima (Aichi)
Tobishima (飛島村 Tobishima-mura?) es una villa localizada en la prefectura de Aichi, Japón. En octubre de 2019 tenía una población estimada de 4.609 habitantes y una densidad de población de 206 personas por km². Su área total es de 22,42 km².

## Geografía

### Localidades circundantes
- Prefectura de Aichi
  - Kanie
  - Nagoya
  - Yatomi

## Demografía
Según los datos del censo japonés, esta es la población de Tobishima en los últimos años.
| 1995  | 2000  | 2005  | 2010  | 2015  |
| ----- | ----- | ----- | ----- | ----- |
| 4.732 | 4.525 | 4.369 | 4.525 | 4.397 |